# Ngoại khoa

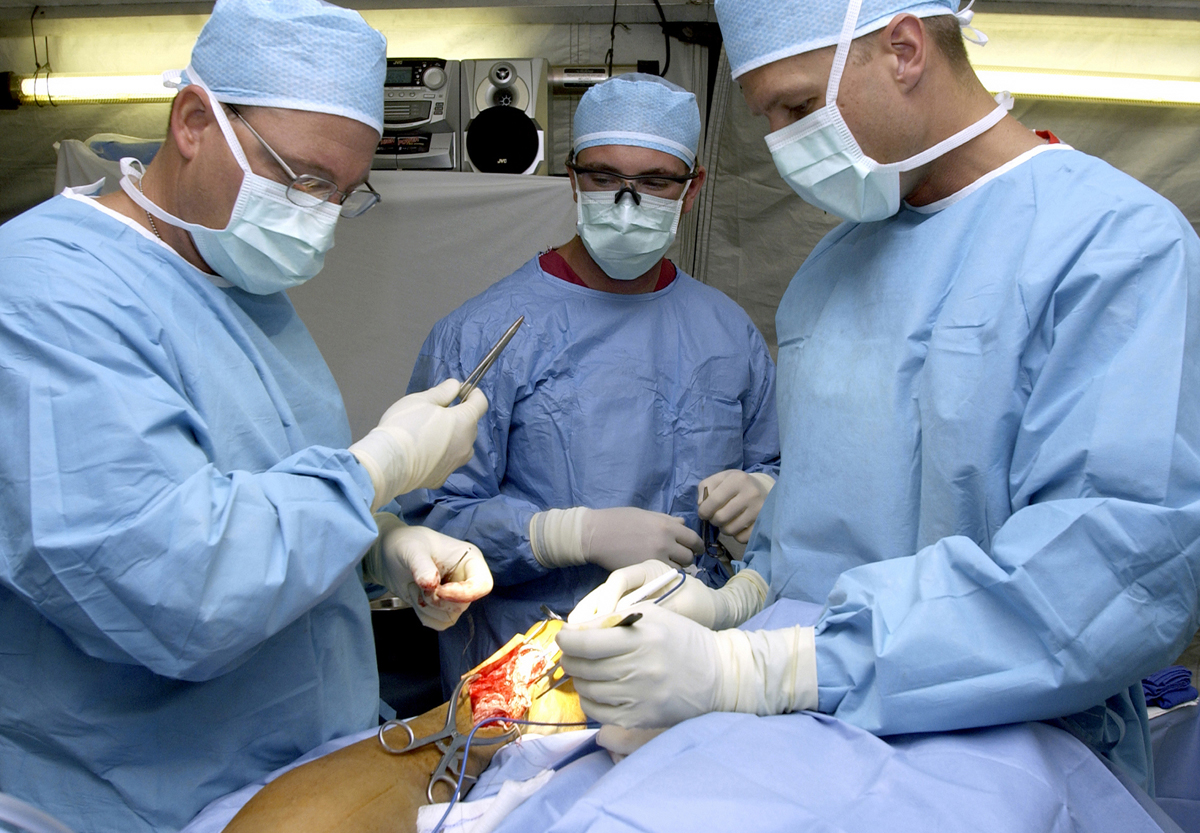
Bác sĩ phẫu thuật chữa đứt gân Achilles trên một người đàn ông

Phẫu thuật hay ngoại khoa là các thủ thuật dùng trong ngoại khoa để chữa bệnh hoặc chẩn đoán bệnh. Ngoài ra còn mục đích tìm tòi trên cơ sở khoa học những phương pháp và kỹ thuật mổ mới để giải quyết các yêu cầu chữa bệnh ngày một cao hơn.

## Lịch sử về phẫu thuật

### Từ thời kỳ cổ đại đến thời kỳ trung cổ
Hippocrates (Hy Lạp, 460 trước Công Nguyên) đã đặt cơ sở khoa học cho y học và phẫu thuật, ông được coi là ông tổ của ngành y. Ông đã dùng nước đun sôi để nguội và rượu để rửa vết thương, chữa gãy xương bằng cách cố định, chữa sai khớp bằng cách nắn chỉnh, đốt các búi trĩ, cầm máu bằng sắt nung đỏ...
Hoa Đà (Trung Quốc, 190 sau Công Nguyên) đã biết mổ vết thương lấy mũi tên, đề nghị mổ sọ cho Tào Tháo để chữa chứng đau đầu kinh niên, thiến hoạn... Những thế kỷ tiếp theo: Ngành ngoại khoa và phẫu thuật không phát triển được do Công giáo thống trị kéo dài suốt thời kỳ trung cổ.

### Thời kỳ Phục Hưng đến cuối thế kỷ XVIII

Hieronymus Fabricius, Operationes chirurgicae, 1685

Thế kỷ XIV, Guy de Chauliac (1300 - 1360) đề xuất cần học giải phẫu để phẫu thuật. Dzénk (1672) đã có các công trình nghiên cứu đầu tiên về giải phẫu định khu. Sau đó là Velpeau, Mangaigne, Scarpa, Hunter,  Pirogov...Tuy vậy trong suốt những thế kỷ XIV, XV, XVI, ngành y học vẫn chưa công nhận chính thức nghề phẫu thuật.
Chương trình đào tạo ngoại khoa, phẫu thuật được Pierre Joseph Desault (1744 - 1795) xây dựng. Tiếp đó, John Hunter (1728 - 1793) đề xuất và Claude Benard (1813 - 1878) đã xây dựng phẫu thuật thực nghiệm. Ở châu Âu đã tổ chức các bệnh viện, nhờ đó ngoại khoa đã có điều kiện để phát triển.

### Thế kỷ XIX đến thế kỷ XX
Khoa học kỹ thuật phát triển trên mọi lĩnh vực làm chuyển biến ngành ngoại khoa, ứng dụng các biện pháp vô cảm:
- Dùng ether gây mê bởi Crawford W. Long (1842) tại bang Georgia - Hoa Kỳ.
- Gây tê tại chỗ bằng cocain (1884), gây tê tuỷ sống được August Bier đề xuất 1889.
- William Halsted đề xuất dùng găng tay phẫu thuật năm 1890.

Từ đây ngành phẫu thuật phát triển nhanh, nhiều lĩnh vực, kết quả ngày càng tốt hơn.
Vào thế kỷ XX, đã có nhiều sách viết về Phẫu thuật thực hành và Giải phẫu định khu, nêu được nhiều phương pháp phẫu thuật tinh vi và có hiệu quả. Nổi bật là các sách viết về Phẫu thuật thực hành của các tác giả Pháp như Paitre (1938), Y. Maisonnet và R. Coudane (năm 1930), tiếp theo là tác giả Liên Xô V.N. Shevkunenco (1872 - 1952) với Atlas về thần kinh ngoại vi và hệ tĩnh mạch.
Ngày nay, ngành ngoại khoa trên thế giới có nhiều phát triển rất mới như vi phẫu thuật, phẫu thuật nội soi...

## Ở Việt Nam
Ở Việt Nam, người đầu tiên viết về giải phẫu và thực dụng ngoại khoa là giáo sư Đỗ Xuân Hợp (1906 - 1985). Công trình của Giáo sư là tài liệu giảng dạy đầu tiên viết bằng tiếng Việt trong các trường Đại học. Giáo sư Tôn Thất Tùng (1912 - 1982) qua nghiên cứu tỉ mỷ chính xác của đường mật và mạch máu trong gan đã sáng tạo ra phương pháp "cắt gan khô" nổi tiếng. Giáo sư Nguyễn Huy Phan (1928-1997, nghiên cứu về vi phẫu thuật từ năm 1980 ở miền Bắc Việt Nam) và Tiến sĩ Võ Văn Châu (1947-2013, nghiên cứu về vi phẫu thuật từ năm 1982 ở miền Nam Việt Nam) là hai người đặt nền móng cho vi phẫu thuật Việt Nam.

## Các chuyên ngành ngoại khoa
- Phẫu thuật chỉnh hình
- Ghép cơ quan
- Phẫu thuật mạch máu
- Nhãn khoa
- Niệu khoa
- Phẫu thuật nhi
- Tai mũi họng
- Phẫu thuật tạo hình
- Phẫu thuật thần kinh
- Phẫu thuật tim - lồng ngực
- Phẫu thuật tổng quát